# Dolicholobium acuminatum
Dolicholobium acuminatum är en måreväxtart som beskrevs av Isaac Henry Burkill. Dolicholobium acuminatum ingår i släktet Dolicholobium och familjen måreväxter. Inga underarter finns listade i Catalogue of Life.